# Клементина (космический аппарат)
Клементина (англ. Clementine) — объединённая миссия 1994 года Командования воздушно-космической обороны Северной Америки и НАСА по испытанию военных технологий и параллельного произведения подробной фотосъёмки поверхности Луны.
АМС «Клементина» передала на Землю около 1,8 млн снимков поверхности Луны. Некоторые снимки этой миссии вызвали споры и предположения среди научного и околонаучного сообщества.
«Клементина» — первая АМС, передавшая научные данные, подтверждающие гипотезу о наличии воды на полюсах Луны.
АМС «Клементина» была выведена на окололунную орбиту 19 февраля и покинула её 4 мая 1994 года с целью дальнейшего полёта к астероиду (1620) Географ. Но отказ бортового вычислителя 7 мая 1994 года не позволил выполнить повторное сближение с Луной и направить АМС к цели.
| |  |  |  |
| Составные снимки Луны по данным АМС «Клементина», слева направо: поворот 0° (видимая сторона), 90°, 180° (обратная сторона), 270° |  |  |  |